# Кохиус, Василий Петрович
Василий Петрович Кохиус (1792—1873) — генерал флота, член Главного военно-морского суда.

## Биография
Сын генерал-майора Петра Ивановича Кохиуса; родился в 1792 году.
Поступив 8 марта 1808 года на военную службу подпрапорщиком в Таврический гренадерский полк, 27 мая получил звание портупей-прапорщика; 16 августа 1810 года получил первый офицерский чин — прапорщика. С Таврическим полком принимал участие в отражении нашествия Наполеона в Россию — был в боях при Островно, Какувячине, Смоленске (5—6.8.1812), Шевардино и Бородинском сражении, где ранен пулей в правую ногу навылет (награждён орденом Св. Анны 3-й степени); 15 апреля 1812 года был произведён в подпоручики. В 1813—1814 годах был в Заграничном походе русской армии — участвовал в боях и сражениях при Кенигсварте, Бауцене (объявлено высочайшее благоволение), Рейхенбахе, Дрездене (15.8.1813), Кульме (объявлено высочайшее благоволение), осаде Бельфора, Ла-Ротьере, Арси-сюр-О, взятии Парижа, блокаде Венсенна; 6 апреля 1814 года назначен батальонным адъютантом; за боевые отличия был произведён в поручики со старшинством с 8 марта 1814 года. Участник кампании 1815 года во Франции.
20 января 1821 года произведён в майоры с переводом во 2-й морской полк, в 1826 году получил чин подполковника. В 1828 году, 27 января, Кохиус перешёл на службу по морскому ведомству и был назначен командиром 1-го учебного морского экипажа. В следующем году произведён в капитаны 1-го ранга; 8 июля 1837 года получил чин генерал-майора флота.
С 23 июня 1847 года Кохиус был назначен инспектором всех учебных морских экипажей и 27 ноября того же года был произведён в генерал-лейтенанты. С 15 апреля 1856 года состоял членом Морского генерал-аудиториата; 17 апреля 1862 года получил чин генерала флота и назначение членом Главного военно-морского суда.
Скончался 3 (15) июля 1873 года в Санкт-Петербурге, похоронен на Митрофаниевском кладбище.

## Награды
Среди прочих наград Кохиус имел ордена:
- Орден Святой Анны 3-й степени
- Орден Святого Георгия 4-й степени (3 декабря 1834 года, за беспорочную выслугу 25 лет в офицерских чинах, № 4991 по кавалерскому списку Григоровича — Степанова)
- Орден Святого Владимира III степени (17 апреля 1840 года)[4]
- Орден Святого Владимира II степени (15 апреля 1856 года)[5]
- Орден Белого Орла (26 сентября 1858 года)
- Орден Святого Александра Невского (28 марта 1866 года, алмазные знаки к этому ордену пожалованы 16 апреля 1872 года)